# Bob Sohl
Robert Raymond Sohl, detto Bob (York, 28 marzo 1928 – Highland Beach, 8 aprile 2001), è stato un nuotatore statunitense, specializzato nella rana.

## Palmarès

### Olimpiadi
- Bronzo a Londra 1948 nei 200 metri rana.